# Туризм в Удмуртии

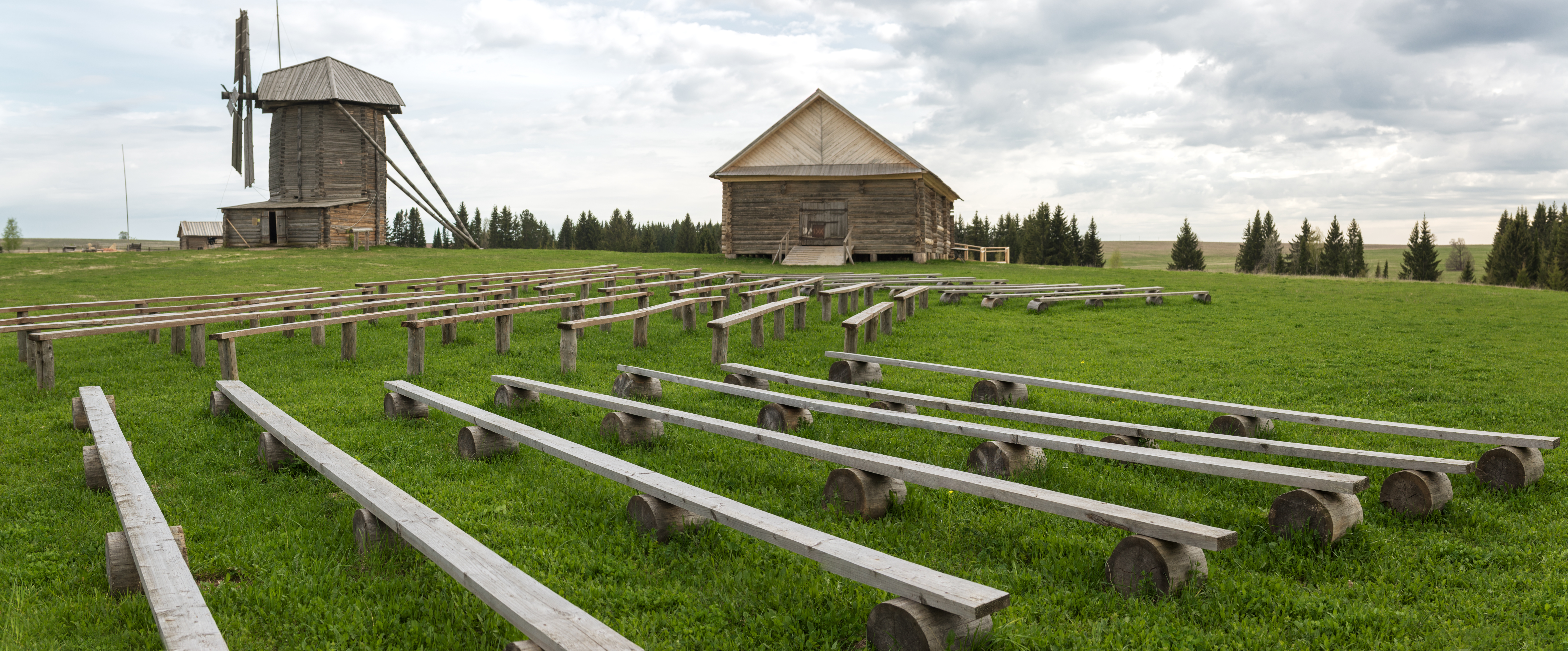
Вид на мельницу в музее-заповеднике «Лудорвай», Лудорвай, Завьяловский район, Удмуртия

Туризм в Удмуртии — отрасль экономики республики, по оценке «Индекса туристической привлекательности регионов России» от КБ Стрелка, образ Удмуртии для туризма является положительным, но республика не считается путешественниками важным туристическим направлением, поток туристов относительно невелик (284 тысячи было размещено по гостиницам в 2019 году).

## Туристическая инфраструктура
В Удмуртии функционирует аэропорт федерального соединения «Ижевск», который в ближайшее время планируют переделать в аэропорт международного статуса. По республике действует железнодорожное сообщение РЖД. В Республике находятся 34 автовокзалов и автостанций. Автостанции есть в каждом городе и каждом райцентре Удмуртии.
Всего в Удмуртии зарегистрировано на 2020 около 214 отелей (гостиниц, хостелов).

## Культурный туризм
Удмуртия очень развита в культурном туризме. Неофициально столицу Республики — Ижевск, называют «культурным центром Поволжья». В Республике находятся: театры, музеи, парки, зоопарки, цирки, филармонии, кинотеатры, культурные дворцы и дома, и многое другое.
В основном музеи в Удмуртии имеют тематику удмуртской истории и культуры. Также имеются и музеи искусства, историй создания населённых пунктов, определённых народов, религий, удмуртской кухни, и так далее. Всего в Удмуртской Республике насчитывается около 80-ти музеев, в том числе Ижевск — 23, Сарапул — 9, Глазов — 5, Воткинск — 4, Игра — 4, Алнаши — 2, Можга −2, Вавож — 2, Кизнер — 2, Грахово — 2; Ува, Дебёсы, Шаркан, Камбарка, Малая Пурга, Балезино, Яр, Якшур-Бодья, Красногорское, Киясово, Каракулино, Кез, Сюмси, Баграш-Бигра, Бураново, Нечкино, Старые Быги, Тыловай, Зура, Пышкет, Бараны, Кулига, Короленко — 1.
В театрах пьесы проходят как на удмуртском так и на русском языке. Всего театров в республике 17: Ижевск — 12, Глазов — 3, Сарапул — 2.

## Активный туризм
В Республике имеется два относительно популярных спортивных курортов («Чекерил» и «Нечкино»): горнолыжные базы с фуникулёрами, гостиницами и кафе. В «Чекериле» ещё построен спортивный комплекс.
Так же в Удмуртии существует большое количество баз отдыха и различных баз активного отдыха, расположенных по всей республике. Среди баз можно найти: рыболовно-туристические, агротуристические, военно-исторические, летние усадьбы и т. д.

## Туристические ресурсы историко-культурного значения
- Зоопарк Удмуртии
- Музей-усадьба П. И. Чайковского
- Музей-заповедник «Лудорвай»
- Собор Святого Архистратига Михаила
- Музейно-выставочный комплекс им М. Т. Калашникова
- Национальный музей Удмуртской республики
- Арсенал
- Собор Александра Невского
- Пожарная каланча
- Зуевы Ключи
- Дача Башенина (Сарапул)
- гора Байгурезь
- Природный парк "Шаркан"
- Нечкинский Национальный парк
- Музей-заповедник «Иднакар»
- Усадьба Тол-Бабая
- Историко-культурный парк "ДондыДор"
- гора Урал (Сарапул)
- Центральная площадь
- Мало-Дивеевский Серафимовский монастырь
- Главный корпус оружейного завода
- Театр оперы и балета имени Чайковского